# Superliga de Kosovo 2024-25
La Superliga de Kosovo 2024-25 fue la 26.ª edición de la Superliga de Kosovo. La temporada comenzó el 10 de agosto de 2024 y terminó el 25 de mayo de 2025.

## Sistema de competición
La competición se disputa anualmente, empezando en agosto y terminando en mayo del año siguiente. Consta de un grupo único integrado por 10 clubes de fútbol. Siguiendo un sistema de liga, se enfrentarán todos contra todos en cuatro ocasiones, dos en casa y dos en campo contrario, hasta disputarse un total de 36 jornadas. El orden de los encuentros se decide por sorteo antes de empezar.
El equipo que al final de las 36 jornadas sume más puntos, será el campeón nacional y se clasificará para la ronda preliminar de la Liga de Campeones de la UEFA 2025-26. El segundo clasificado, tiene derecho a disputar la segunda ronda clasificatoria de la Liga Conferencia de la UEFA 2025-26. El tercer clasificado podrá participar en la primera ronda clasificatoria del mismo torneo. El último y penúltimo clasificados descienden a la segunda categoría —Liga e Parë— y son reemplazados por los campeones de grupo de la división inferior; el antepenúltimo disputa la promoción por la permanencia. Por otro lado, el campeón de la Copa de Kosovo tiene derecho a disputar la primera ronda clasificatoria de la Liga Europa de la UEFA 2025-26.
Para clasificarse a competiciones europeas los equipos kosovares deben contar con una licencia que es otorgada por la Federación antes del inicio de cada temporada, en caso de que un equipo sin licencia finalice en posiciones de clasificación a torneos continentales su plaza será ocupada por el siguiente equipo que sí cuente con el permiso federativo.

## Relevos
| Pos   | a la Superliga |
| ----- | -------------- |
| 1.° A | Suhareka       |
| 1.° B | Ferizaj        |

| Pos   | a la Liga e Parë |
| ----- | ---------------- |
| 9.°.  | Fushë Kosova     |
| 10.°. | Liria Prizren    |

## Equipos participantes
- En negrita los que llevan licencia de la UEFA.[3]

| Equipo     | Ciudad    | Estadio                                | Capacidad |
| ---------- | --------- | -------------------------------------- | --------- |
| Ballkani   | Suva Reka | Estadio Suva Reka                      | 1500      |
| Drita      | Gnjilane  | Estadio Gjilan City                    | 15000     |
| Dukagjini  | Klina     | Estadio 18 de Junio                    | 1000      |
| Ferizaj    | Ferizaj   | Estadio de Pasto Sintético de Ferizaj  | 1500      |
| Feronikeli | Glogovac  | Estadio Rexhep Rexhepi                 | 6000      |
| Gjilani    | Gnjilane  | Estadio de Pasto Sintético de Gnjilane | 1500      |
| Llapi      | Podujevo  | Estadio Zahir Pajaziti                 | 10000     |
| Malisheva  | Malisevo  | Estadio Liman Gegaj                    | 1800      |
| Pristina   | Pristina  | Estadio Fadil Vokrri                   | 13000     |
| Suhareka   | Suva Reka | Estadio Suva Reka                      | 1500      |

## Tabla de posiciones
| Pos. | Equipo         | Pts. | PJ | G  | E  | P  | GF | GC | Dif. | Clasificación 2025-26                       |
| ---- | -------------- | ---- | -- | -- | -- | -- | -- | -- | ---- | ------------------------------------------- |
| 1    | Drita (C)      | 74   | 36 | 22 | 8  | 6  | 59 | 26 | +33  | Primera ronda de la Liga de Campeones       |
| 2    | Ballkani       | 62   | 36 | 17 | 11 | 8  | 61 | 39 | +22  | Segunda ronda de la Liga Europa Conferencia |
| 3    | Malisheva      | 53   | 36 | 14 | 11 | 11 | 44 | 39 | +5   | Primera ronda de la Liga Europa Conferencia |
| 4    | Gjilani        | 51   | 36 | 13 | 12 | 11 | 48 | 46 | +2   |                                             |
| 5    | Ferizaj        | 50   | 36 | 14 | 8  | 14 | 42 | 47 | −5   |                                             |
| 6    | Pristina       | 48   | 36 | 11 | 15 | 10 | 42 | 36 | +6   | Primera ronda de la Liga Europa             |
| 7    | Dukagjini      | 48   | 36 | 13 | 9  | 14 | 35 | 45 | −10  |                                             |
| 8    | Llapi (O)      | 47   | 36 | 12 | 11 | 13 | 42 | 40 | +2   | Play-off de relegación                      |
| 9    | Suhareka (D)   | 42   | 36 | 12 | 6  | 18 | 48 | 62 | −14  | Descenso a la Liga e Parë 2025-26           |
| 10   | Feronikeli (D) | 15   | 36 | 3  | 6  | 27 | 24 | 64 | −40  | Descenso a la Liga e Parë 2025-26           |

Actualizado a los partidos jugados el 17 de mayo de 2025.
 Fuente: Soccerway
Notas:
1. ↑  Pristina clasificó a la Primera Ronda de la Liga Europa por ser campeón de la Kosovar Cup 2024-25.

## Resultados
Los clubes juegan entre sí en cuatro ocasiones para un total de 36 partidos cada uno.
| Local \ Visitante | BAL | DRI | DUK | FEI | FEO | GJI | LLA | MAL | PRI | SUH |
| ----------------- | --- | --- | --- | --- | --- | --- | --- | --- | --- | --- |
| Ballkani          | —   | 2–3 | 2–0 | 4–0 | 3–1 | 3–3 | 2–1 | 1–0 | 1–0 | 1–0 |
| Drita             | 1–0 | —   | 2–0 | 3–1 | 2–1 | 1–1 | 3–1 | 2–1 | 3–0 | 4–2 |
| Dukagjini         | 0–0 | 0–2 | —   | 1–0 | 2–1 | 2–1 | 1–0 | 1–3 | 0–1 | 2–2 |
| Ferizaj           | 1–1 | 1–2 | 2–1 | —   | 2–1 | 3–1 | 0–1 | 1–1 | 1–3 | 0–1 |
| Feronikeli        | 1–4 | 0–0 | 0–2 | 0–1 | —   | 0–3 | 0–2 | 1–1 | 1–0 | 3–1 |
| Gjilani           | 1–1 | 1–0 | 1–2 | 1–2 | 2–0 | —   | 2–1 | 0–1 | 2–1 | 1–1 |
| Llapi             | 0–0 | 1–0 | 0–0 | 1–1 | 2–2 | 1–1 | —   | 0–1 | 1–1 | 3–0 |
| Malisheva         | 3–2 | 0–0 | 2–1 | 1–1 | 0–0 | 2–1 | 2–1 | —   | 1–3 | 1–2 |
| Pristina          | 1–1 | 1–1 | 3–0 | 1–0 | 2–0 | 2–2 | 3–2 | 0–0 | —   | 0–0 |
| Suhareka          | 0–2 | 1–2 | 3–1 | 0–0 | 2–0 | 3–2 | 4–0 | 1–3 | 2–1 | —   |

| Local \ Visitante | BAL | DRI | DUK | FEI | FEO | GJI | LLA | MAL | PRI | SUH |
| ----------------- | --- | --- | --- | --- | --- | --- | --- | --- | --- | --- |
| Ballkani          | —   | 1–1 | 1–0 | 2–1 | 1–1 | 1–0 | 0–1 | 3–2 | 1–1 | 3–1 |
| Drita             | 2–0 | —   | 0–1 | 2–0 | 4–1 | 4–0 | 1–0 | 2–0 | 2–0 | 2–0 |
| Dukagjini         | 0–5 | 1–1 | —   | 3–1 | 2–1 | 0–0 | 3–1 | 1–0 | 0–0 | 1–1 |
| Ferizaj           | 2–3 | 2–1 | 2–1 | —   | 2–1 | 2–2 | 2–1 | 1–0 | 1–0 | 3–1 |
| Feronikeli        | 3–3 | 0–1 | 1–0 | 0–1 | —   | 2–3 | 0–3 | 0–0 | 0–1 | 1–3 |
| Gjilani           | 2–1 | 0–0 | 1–1 | 1–0 | 1–0 | —   | 2–3 | 0–0 | 1–1 | 3–0 |
| Llapi             | 1–1 | 1–0 | 3–1 | 1–1 | 1–0 | 0–1 | —   | 0–0 | 1–1 | 2–0 |
| Malisheva         | 3–1 | 1–0 | 1–1 | 3–2 | 1–0 | 4–1 | 1–3 | —   | 1–0 | 1–2 |
| Pristina          | 1–0 | 3–3 | 0–1 | 0–0 | 2–1 | 1–2 | 0–0 | 2–2 | —   | 2–2 |
| Suhareka          | 2–2 | 1–2 | 1–2 | 1–2 | 2–1 | 1–2 | 3–2 | 2–1 | 0–4 | —   |

## Play-off de permanencia
| 31 de mayo de 2025 | Vushtrria                                    | 0:1 (0:0; 0:0) (1:4 p.) | Llapi                                                              | Estadio Fadil Vokrri, Pristina |  |
| 16:00              | Urim Statovci · Besar Iseni · Viktor Angelov | Reporte                 | Abrnor Ramadani · Arianit Hasani · Benjamin Emini · Muhamed Useini |                                |  |